# Irysowy Zagon koło Gromadzynia
Irysowy Zagon koło Gromadzynia este o arie protejată (arie specială de conservare — SAC, sit de importanță comunitară — SCI) din Polonia întinsă pe o suprafață de 37,93 ha, integral pe uscat.

## Localizare
Centrul sitului Irysowy Zagon koło Gromadzynia este situat la coordonatele 51°19′11″N 16°21′18″E / 51.3196°N 16.3551°E.

## Înființare
Situl Irysowy Zagon koło Gromadzynia a fost declarat sit de importanță comunitară în martie 2007 pentru a proteja 2 specii de animale. Situl a fost protejat și ca arie specială de conservare în decembrie 2016.

## Biodiversitate
Situată în ecoregiunea continentală, aria protejată conține 4 habitate naturale: Pajiști cu Molinia pe soluri calcaroase, turboase sau argilos-nămoloase (Molinion caeruleae), Liziere de ierburi înalte hidrofile de câmpie și de nivel montan până la alpin, Fânețe de joasă altitudine (Alopecurus pratensis, Sanguisorba officinalis), Păduri aluvionare cu Alnus glutinosa și Fraxinus excelsior (Alno-Padion, Alnion incanae, Salicion albae).
La baza desemnării sitului se află mai multe specii protejate de  nevertebrate (2): fluturele de noapte (Eriogaster catax), fluturele purpuriu (Lycaena dispar).